# Petra Kvitová
| Posities op de WTA-ranglijst Positie per einde seizoen: \| jaar \| rang enkelspel \| rang dubbelspel \| \| ---- \| -------------- \| --------------- \| \| 2006 \| 773 \| – \| \| 2007 \| 157 \| 454 \| \| 2008 \| 44 \| 959 \| \| 2009 \| 62 \| 379 \| \| 2010 \| 34 \| 333 \| \| 2011 \| 2 \| 361 \| \| 2012 \| 8 \| 532 \| \| 2013 \| 6 \| 260 \| \| 2014 \| 4 \| 1250 \| \| 2015 \| 6 \| – \| \| 2016 \| 11 \| 265 \| \| 2017 \| 29 \| – \| \| 2018 \| 7 \| – \| \| 2019 \| 7 \| – \| \| 2020 \| 8 \| – \| \| 2021 \| 17 \| – \| \| 2022 \| 16 \| – \| |                |                 |
| jaar | rang enkelspel | rang dubbelspel |
| 2006 | 773            | –               |
| 2007 | 157            | 454             |
| 2008 | 44             | 959             |
| 2009 | 62             | 379             |
| 2010 | 34             | 333             |
| 2011 | 2              | 361             |
| 2012 | 8              | 532             |
| 2013 | 6              | 260             |
| 2014 | 4              | 1250            |
| 2015 | 6              | –               |
| 2016 | 11             | 265             |
| 2017 | 29             | –               |
| 2018 | 7              | –               |
| 2019 | 7              | –               |
| 2020 | 8              | –               |
| 2021 | 17             | –               |
| 2022 | 16             | –               |

Petra Kvitová (Bílovec, 8 maart 1990) is een professioneel tennisspeelster uit Tsjechië. Zij is linkshandig en heeft een tweehandige backhand. Zij is actief in het proftennis sinds 2006.
In de periode 2007–2018 maakte Kvitová deel uit van het Tsjechische Fed Cup-team – zij behaalde daar een winst/verlies-balans van 30–11. Vijfmaal zat zij in het team dat de beker won: in 2011, 2012, 2014, 2015 en 2016.

## Loopbaan

### 2008en2009
Met een overwinning op Venus Williams in februari 2008 tijdens het WTA-toernooi van Memphis bewees Kvitová, nog geen 18 jaar, een aanstormend talent te zijn.
Met haar deelname aan Roland Garros 2008 speelde zij voor het eerst in een grandslamtoernooi. Zij raakte tot in de vierde ronde door respectievelijk de Japanse Akiko Morigami, de Australische Samantha Stosur en de Hongaarse Ágnes Szávay (toen 13e) te kloppen. Zij verloor uiteindelijk van de Estische Kaia Kanepi in drie sets.
In de derde ronde van het US Open 2009 versloeg zij de nummer één, de Russin Dinara Safina. In de vierde ronde verloor zij van de Belgische Yanina Wickmayer.

### 2010
Zij haalde de halve finale in Wimbledon en bewees daardoor ook haar talent op gras.

### 2011
Op 13 februari versloeg zij Kim Clijsters in de finale van het WTA-toernooi van Parijs.
Op 2 juli speelde zij haar allereerste grandslamfinale op Wimbledon en won die ook in straight sets van Maria Sjarapova, die toen drie grandslamtitels op haar naam had. Volgens de Wimbledonstatistieken is het heel uitzonderlijk dat een speelster op de achtste plaats in de ranking de finale haalt. En zij is de eerste grandslamwinnaar (m/v) die geboren is in de jaren 1990.
Op het eindejaarskampioenschap zette Kvitová nogmaals de puntjes op de 'ı'. Door geen enkele wedstrijd te verliezen en een spannende finale tegen Azarenka, bewees Kvitová de tenniskampioene te zijn van het jaar 2011. Deze winst leverde haar bovendien een tweede plaats op de wereldranglijst op. Een week later speelde zij in de finale van de Fed Cup Wereldgroep I; zij wonnen de beker ten koste van het thuisspelende Russische team.

### 2012
Kvitová won weliswaar dit jaar twee toernooien (Montréal en New Haven), echter op de grandslamtoernooien presteerde zij matig met hooguit een kwartfinaleplaats op Wimbledon, maar verder alleen tweede of derde ronde. Haar ranking zakte naar de achtste plaats. Zij mocht nog wel meedoen met de WTA Tour Championships, maar dat toernooi moest zij na het spelen (en verliezen) van één wedstrijd wegens griep verlaten. Een week later speelde zij niettemin in de finale van de Fed Cup Wereldgroep I; zij wonnen de beker ten koste van het Servische team.

### 2013
Na een matig begin van het tennisseizoen op het Australische circuit, wist Kvitová in Dubai haar vorm weer te vinden – met overwinningen op Agnieszka Radwańska, Caroline Wozniacki en Sara Errani ging zij met haar eerste titel van 2013 naar huis. In april bereikte zij op het gravel van Katowice de finale, maar hier was Roberta Vinci te sterk voor haar. Op Roland Garros liet zij zich al in de derde ronde in de luren leggen door de Amerikaanse Jamie Hampton (WTA-54), en ook op Wimbledon moest zij in de kwartfinale de duimen leggen voor Kirsten Flipkens. Tijdens het Amerikaanse hardcourtseizoen nam Kvitová deel aan de meeste toernooien van de US Open Series, en zij bereikte zelfs de finale in New Haven, maar zij wist onvoldoende punten bijeen te sprokkelen om in de top drie te kunnen eindigen. Ook op het US Open zelf viel het doek al na de derde ronde. Haar tweede titel van dit jaar won zij enkele weken later in Tokio, met winst op Svetlana Koeznetsova, Venus Williams en Angelique Kerber. Omdat zij nog steeds tot de top acht behoorde, mocht Kvitová meedoen met de eindejaarskampioenschappen in Istanbul. Zij wist de groepsfase te ontstijgen, maar werd in de halve finale geklopt door Li Na. Niettemin eindigde zij het jaar op de zesde plaats op de WTA-ranglijst.

### 2014
Kvitová begon met een halvefinaleplaats in Sydney, maar zij vloog er op het Australian Open al in de eerste ronde uit. In maart ging het best aardig, met een vierde ronde in Indian Wells en een kwartfinale in Miami. Op het gravel van Madrid versloeg zij de nummer één, Serena Williams, om in de halve finale te moeten zwichten voor de oprukkende Roemeense Simona Halep. De rest van het gravelseizoen bereikte zij matige resultaten, inclusief een derde ronde op Roland Garros waar Svetlana Koeznetsova revanche nam. Kvitová beleefde haar beste tijd op Wimbledon waar zij het toernooi voor de tweede keer won. In het Amerikaanse hardcourtseizoen wist zij, na een verloren finale vorig jaar, nu wel (en voor de tweede keer) de titel te pakken in New Haven. Het patroon van vorig jaar herhaalde zich: op het US Open liet zij zich in de derde ronde verschalken (nota bene door een kwalificante), om enkele weken later toe te slaan in de Oriënt: in Wuhan versloeg zij Eugenie Bouchard in de finale. In november won zij andermaal de hoofdprijs in de Fed Cup Wereldgroep I. Kvitová eindigde het jaar op de vierde plaats van de wereldranglijst.

### 2015
Kvitová speelde redelijk op de eerste twee grandslamtoernooien. Zij wist op het Australian Open tot de derde ronde te komen, waar dat in 2014 de eerste ronde was. Op Roland Garros werd zij in de vierde ronde uitgeschakeld, waar dat het jaar ervoor de derde ronde was. Dit was dus een lichte verbetering. Op Wimbledon, waar zij titelverdedigster was, moest zij genoegen nemen met het bereiken van de derde ronde. Op het US Open, waar zij het jaar ervoor in de derde ronde bleef steken, bereikte zij nu de kwartfinale. Op het eindejaarskampioenschap in Singapore bereikte zij de finale, waarin zij haar meerdere moest erkennen in Agnieszka Radwańska. Als besluit van het seizoen speelde zij met het Tsjechische Fed Cup-team de finale van de Wereldgroep I – dit team verlengde hun titel, ten koste van de Russische dames. Kvitová eindigde het jaar op de zesde plaats van de wereldranglijst.

### 2016
Ook dit jaar bereikte Kvitová op de grandslamtoernooien minimaal de tweede ronde. Het Tsjechische Fed Cup-team overleefde in februari de eerste ronde, ondanks Kvitová's beide verloren partijen. In Indian Wells bereikte zij de kwartfinale en in Stuttgart de halve finale. Wel won zij een bronzen medaille op de Olympische Spelen in Rio de Janeiro. Op het US Open bereikte zij de vierde ronde. Op het Premier Five-toernooi van Wuhan won zij haar achttiende titel. In Luxemburg bereikte zij wel de finale, maar zij verloor deze van Monica Niculescu. Op het B-kampioenschap aan het eind van het tennisseizoen kwam zij als winnares uit de bus. Kvitová eindigde het jaar op de elfde plaats van de wereldranglijst.
Op maandag 19 december werd zij, thuis in haar flat in Prostějov, met een mes aangevallen door een indringer/inbreker die zich als onderhoudstechnicus had voorgedaan. Verscheidene spieren/pezen/zenuwbanen van haar linkerhand werden doorgesneden. In een omvangrijke operatie werd een en ander zo goed mogelijk gerepareerd, maar volgens de prognose van dat moment ging de revalidatie minimaal zes maanden duren waarin zij nog niet zou mogen tennissen.

### 2017
Haar revalidatie verliep boven verwachting en Kvitová keerde in mei 2017 terug op Roland Garros. In juni won zij het grastoernooi van Birmingham.

### 2018
In februari won Kvitová het WTA-toernooi van Sint-Petersburg en het Premier Five-toernooi van Doha. Daarmee kwam zij opnieuw binnen in de top tien van de WTA-ranglijst. In mei/juni won zij enkelspeltitels in Praag, op het Premier Mandatory-toernooi van Madrid (waar zij Kiki Bertens in de finale versloeg) en opnieuw in Birmingham – daarmee steeg zij naar de zevende plek op de wereldranglijst op 2 juli.

### 2019
In januari won Kvitová het WTA-toernooi van Sydney. Op het Australian Open bereikte zij de finale, die zij verloor van Naomi Osaka. In april won de Tsjechische het WTA-toernooi van Stuttgart. Ook dit jaar sloot zij af op de zevende plaats van de wereldranglijst.

### 2020
In februari bereikte Kvitová de finale van het WTA-toernooi van Doha – in de halve finale versloeg zij de nummer 1 van de wereld, Ashleigh Barty, maar in de finale moest zij het hoofd buigen voor Wit-Russin Aryna Sabalenka. In oktober bereikte zij op Roland Garros de halve finale. Zij eindigde het jaar op de achtste plaats.

### 2021
In maart won Kvitová voor de tweede keer het WTA-toernooi van Doha – net als in 2018 versloeg zij de Spaanse Garbiñe Muguruza in de finale. Aan het eind van het jaar was zij gezakt naar de zeventiende plek.

### 2022
In juni won Kvitová het WTA-toernooi van Eastbourne – in de finale versloeg zij de Letse titelverdedigster Jeļena Ostapenko. In augustus bereikte zij de finale van het WTA-toernooi van Cincinnati – zij verloor de eindstrijd van Française Caroline Garcia.

### 2023
In maart won Kvitová het WTA-toernooi van Miami – in de finale versloeg zij de Kazachse Jelena Rybakina. In juni won zij het toernooi van Berlijn – zij eiste de titel op ten koste van de Kroatische Donna Vekić.

## Palmares
| Legenda                 |
| ----------------------- |
| Grandslamtoernooi       |
| Olympische Spelen       |
| Year-End Championships  |
| Premier Mandatory       |
| Premier Five / WTA 1000 |
| Premier / WTA 500       |
| International / WTA 250 |
| Challenger / WTA 125    |

### Overwinningen op een regerend nummer 1
Kvitová heeft tot op heden zesmaal een partij tegen een op dat ogenblik heersend leider van de wereldranglijst gewonnen (peildatum 28 februari 2020):
| nr. | datum      | toernooi          | ronde        | tegenstandster     | score         |         |
| --- | ---------- | ----------------- | ------------ | ------------------ | ------------- | ------- |
| 1.  | 2009-09-05 | US Open           | derde ronde  | Dinara Safina      | 6-4, 2-6, 7-6 | details |
| 2.  | 2011-10-27 | WTA Championships | groepsfase   | Caroline Wozniacki | 6-4, 6-2      | details |
| 3.  | 2015-05-08 | WTA Madrid        | halve finale | Serena Williams    | 6-2, 6-3      | details |
| 4.  | 2016-09-28 | WTA Wuhan         | derde ronde  | Angelique Kerber   | 6-7, 7-5, 6-4 | details |
| 5.  | 2018-02-17 | WTA Doha          | halve finale | Caroline Wozniacki | 3-6, 7-6, 7-5 | details |
| 6.  | 2020-02-28 | WTA Doha          | halve finale | Ashleigh Barty     | 6-4, 2-6, 6-4 | details |

### WTA-finaleplaatsen enkelspel
| nr.              | finale     | toernooi            | ondergrond    | tegenstandster       | score         |         |
| ---------------- | ---------- | ------------------- | ------------- | -------------------- | ------------- | ------- |
| gewonnen finales |            |                     |               |                      |               |         |
| 01.              | 2009-01-16 | WTA Hobart          | hardcourt     | Iveta Benešová       | 7-5, 6-1      | details |
| 02.              | 2011-01-08 | WTA Brisbane        | hardcourt     | Andrea Petković      | 6-1, 6-3      | details |
| 03.              | 2011-02-13 | WTA Parijs          | hardcourt (i) | Kim Clijsters        | 6-4, 6-3      | details |
| 04.              | 2011-05-08 | WTA Madrid          | gravel        | Viktoryja Azarenka   | 7-6, 6-4      | details |
| 05.              | 2011-07-02 | Wimbledon           | gras          | Maria Sjarapova      | 6-3, 6-4      | details |
| 06.              | 2011-10-16 | WTA Linz            | hardcourt (i) | Dominika Cibulková   | 6-4, 6-1      | details |
| 07.              | 2011-10-30 | WTA Championships   | hardcourt (i) | Viktoryja Azarenka   | 7-5, 4-6, 6-3 | details |
| 08.              | 2012-08-13 | WTA Montréal        | hardcourt     | Li Na                | 7-5, 2-6, 6-3 | details |
| 09.              | 2012-08-25 | WTA New Haven       | hardcourt     | Maria Kirilenko      | 7-6, 7-5      | details |
| 10.              | 2013-02-23 | WTA Dubai           | hardcourt     | Sara Errani          | 6-2, 1-6, 6-1 | details |
| 11.              | 2013-09-28 | WTA Tokio           | hardcourt     | Angelique Kerber     | 6-2, 0-6, 6-3 | details |
| 12.              | 2014-07-05 | Wimbledon           | gras          | Eugenie Bouchard     | 6-3, 6-0      | details |
| 13.              | 2014-08-23 | WTA New Haven       | hardcourt     | Magdaléna Rybáriková | 6-4, 6-2      | details |
| 14.              | 2014-09-27 | WTA Wuhan           | hardcourt     | Eugenie Bouchard     | 6-3, 6-4      | details |
| 15.              | 2015-01-16 | WTA Sydney          | hardcourt     | Karolína Plíšková    | 7-6, 7-6      | details |
| 16.              | 2015-05-09 | WTA Madrid          | gravel        | Svetlana Koeznetsova | 6-1, 6-2      | details |
| 17.              | 2015-08-29 | WTA New Haven       | hardcourt     | Lucie Šafářová       | 6-7, 6-2, 6-2 | details |
| 18.              | 2016-10-01 | WTA Wuhan           | hardcourt     | Dominika Cibulková   | 6-1, 6-1      | details |
| 19.              | 2016-11-06 | Elite Trophy        | hardcourt (i) | Elina Svitolina      | 6-4, 6-2      | details |
| 20.              | 2017-06-25 | WTA Birmingham      | gras          | Ashleigh Barty       | 4-6, 6-3, 6-2 | details |
| 21.              | 2018-02-04 | WTA Sint-Petersburg | hardcourt (i) | Kristina Mladenovic  | 6-1, 6-2      | details |
| 22.              | 2018-02-18 | WTA Doha            | hardcourt     | Garbiñe Muguruza     | 3-6, 6-3, 6-4 | details |
| 23.              | 2018-05-05 | WTA Praag           | gravel        | Mihaela Buzărnescu   | 4-6, 6-2, 6-3 | details |
| 24.              | 2018-05-12 | WTA Madrid          | gravel        | Kiki Bertens         | 7-6, 4-6, 6-3 | details |
| 25.              | 2018-06-24 | WTA Birmingham      | gras          | Magdaléna Rybáriková | 4-6, 6-1, 6-2 | details |
| 26.              | 2019-01-12 | WTA Sydney          | hardcourt     | Ashleigh Barty       | 1-6, 7-5, 7-6 | details |
| 27.              | 2019-04-28 | WTA Stuttgart       | gravel (i)    | Anett Kontaveit      | 6-3, 7-6      | details |
| 28.              | 2021-03-06 | WTA Doha            | hardcourt     | Garbiñe Muguruza     | 6-2, 6-1      | details |
| 29.              | 2022-06-25 | WTA Eastbourne      | gras          | Jeļena Ostapenko     | 6-3, 6-2      | details |
| 30.              | 2023-04-01 | WTA Miami           | hardcourt     | Jelena Rybakina      | 7-6, 6-2      | details |
| 31.              | 2023-06-25 | WTA Berlijn         | gras          | Donna Vekić          | 6-2, 7-6      | details |
| verloren finales |            |                     |               |                      |               |         |
| 01.              | 2009-10-18 | WTA Linz            | hardcourt (i) | Yanina Wickmayer     | 3-6, 4-6      | details |
| 02.              | 2011-06-18 | WTA Eastbourne      | gras          | Marion Bartoli       | 1-6, 6-4, 5-7 | details |
| 03.              | 2013-04-14 | WTA Katowice        | gravel (i)    | Roberta Vinci        | 6-7, 1-6      | details |
| 04.              | 2013-08-24 | WTA New Haven       | hardcourt     | Simona Halep         | 2-6, 2-6      | details |
| 05.              | 2014-10-05 | WTA Peking          | hardcourt     | Maria Sjarapova      | 4-6, 6-2, 3-6 | details |
| 06.              | 2015-11-01 | WTA Finals          | hardcourt (i) | Agnieszka Radwańska  | 2-6, 6-4, 3-6 | details |
| 07.              | 2016-10-22 | WTA Luxemburg       | hardcourt (i) | Monica Niculescu     | 4-6, 0-6      | details |
| 08.              | 2019-01-26 | Australian Open     | hardcourt     | Naomi Osaka          | 6-7, 7-5, 4-6 | details |
| 09.              | 2019-02-23 | WTA Dubai           | hardcourt     | Belinda Bencic       | 3-6, 6-1, 2-6 | details |
| 10.              | 2020-02-29 | WTA Doha            | hardcourt     | Aryna Sabalenka      | 3-6, 3-6      | details |
| 11.              | 2022-08-21 | WTA Cincinnati      | hardcourt     | Caroline Garcia      | 2-6, 4-6      | details |

### WTA-finaleplaatsen gemengd dubbelspel
| nr.              | finale     | toernooi   | ondergrond    | partner       | tegenstanders                  | score |         |
| ---------------- | ---------- | ---------- | ------------- | ------------- | ------------------------------ | ----- | ------- |
| gewonnen finales |            |            |               |               |                                |       |         |
| 1.               | 2012-01-07 | Hopman Cup | hardcourt (i) | Tomáš Berdych | Marion Bartoli Richard Gasquet | 2-0   | details |

### Gewonnen ITF-toernooien enkelspel
| nr. | finale     | toernooi          | dotatie  | tegenstandster in finale | score         |
| --- | ---------- | ----------------- | -------- | ------------------------ | ------------- |
| 1.  | 2006-10-01 | Szeged            | $ 10.000 | Dorottya Magas           | 6-1, 6-4      |
| 2.  | 2006-12-17 | Valašské Meziříčí | $ 25.000 | Radana Holušová          | 6-3, 6-4      |
| 3.  | 2007-01-21 | Stuttgart         | $ 10.000 | Anne Schäfer             | 6-1, 6-0      |
| 4.  | 2007-02-18 | Praag             | $ 25.000 | Magdaléna Rybáriková     | 7-5, 7-6      |
| 5.  | 2007-12-09 | Přerov            | $ 25.000 | Magdaléna Rybáriková     | 7-5, 6-3      |
| 6.  | 2007-12-15 | Valašské Meziříčí | $ 25.000 | Ivana Lisjak             | 6-4, 6-0      |
| 7.  | 2008-04-12 | Monzón            | $ 75.000 | Yanina Wickmayer         | 2-6, 6-4, 7-5 |

## Resultaten grote toernooien
| Legenda | Legenda                          |
| ------- | -------------------------------- |
| g.t.    | geen toernooi gehouden           |
| l.c.    | lagere categorie                 |
| –       | niet deelgenomen                 |
| G       | uitgeschakeld in de groepsfase   |
| 1R      | uitgeschakeld in de eerste ronde |
| 2R      | uitgeschakeld in de tweede ronde |
| 3R      | uitgeschakeld in de derde ronde  |
| 4R      | uitgeschakeld in de vierde ronde |
| KF      | uitgeschakeld in de kwartfinale  |
| HF      | uitgeschakeld in de halve finale |
| F       | de finale verloren               |
| W       | het toernooi gewonnen            |
| w-v     | winst/verlies-balans             |

### Enkelspel
| grandslamtoernooien |      |      |      |      |    |      |      |      |    |      |      |      |      |      |      |      |
| Australian Open     | –    | 1R   | 2R   | KF   | HF | 2R   | 1R   | 3R   | 2R | –    | 1R   | F    | KF   | 2R   | 1R   | 2R   |
| Roland Garros       | 4R   | –    | 1R   | 4R   | HF | 3R   | 3R   | 4R   | 3R | 2R   | 3R   | –    | HF   | 2R   | 2R   | 1R   |
| Wimbledon           | 1R   | 1R   | HF   | W    | KF | KF   | W    | 3R   | 2R | 2R   | 1R   | 4R   | g.t. | 1R   | 3R   | 4R   |
| US Open             | 1R   | 4R   | 3R   | 1R   | 4R | 3R   | 3R   | KF   | 4R | KF   | 3R   | 2R   | 4R   | 3R   | 4R   |      |
| WTA Finals          |      |      |      |      |    |      |      |      |    |      |      |      |      |      |      |      |
| WTA Finals          | –    | –    | –    | W    | G  | HF   | G    | F    | –  | –    | G    | G    | g.t. | –    | –    |      |
| WTA 1000            |      |      |      |      |    |      |      |      |    |      |      |      |      |      |      |      |
| Indian Wells        | –    | 3R   | 2R   | 2R   | 3R | KF   | 4R   | –    | KF | –    | 3R   | 2R   | g.t. | 3R   | 3R   | KF   |
| Miami               | 1R   | 1R   | 2R   | 3R   | 2R | 3R   | KF   | –    | 3R | –    | 4R   | KF   | g.t. | 4R   | KF   | W    |
| Madrid              | l.c. | 2R   | 1R   | W    | 2R | 2R   | HF   | W    | 3R | –    | W    | KF   | g.t. | KF   | 1R   | 2R   |
| Peking              | l.c. | –    | 3R   | 2R   | 2R | HF   | F    | 1R   | KF | HF   | 1R   | KF   | g.t. | g.t. | g.t. |      |
| Dubai/Doha          | –    | 1R   | –    | 1R   | –  | KF   | KF   | 3R   | 3R | –    | W    | F    | F    | 2R   | 2R   | 3R   |
| Rome                | –    | –    | 2R   | –    | KF | 3R   | 2R   | KF   | 2R | –    | –    | 3R   | –    | 2R   | –    | –    |
| Montréal/Toronto    | 2R   | –    | 1R   | 3R   | W  | KF   | 3R   | 2R   | 3R | 2R   | 3R   | –    | g.t. | 3R   | 1R   |      |
| Cincinnati          | –    | –    | –    | 3R   | HF | 3R   | 2R   | 2R   | –  | 2R   | HF   | 2R   | 2R   | KF   | F    |      |
| Tokio/Wuhan         | –    | –    | 1R   | HF   | 2R | W    | W    | 3R   | W  | 1R   | 3R   | HF   | g.t. | g.t. | g.t. |      |
| olympisch           |      |      |      |      |    |      |      |      |    |      |      |      |      |      |      |      |
| Olympische Spelen   | –    | g.t. | g.t. | g.t. | KF | g.t. | g.t. | g.t. | HF | g.t. | g.t. | g.t. | g.t. | 2R   | g.t. | g.t. |
| statistieken        |      |      |      |      |    |      |      |      |    |      |      |      |      |      |      |      |
| titels per jaar     | 0    | 1    | 0    | 6    | 2  | 2    | 3    | 3    | 2  | 1    | 5    | 2    | 0    | 1    | 1    | 2    |
| eindejaarsranking   | 44   | 62   | 34   | 2    | 8  | 6    | 4    | 6    | 11 | 29   | 7    | 7    | 8    | 17   | 16   |      |

### Vrouwendubbelspel
| toernooi        | 2008 | 2009 | 2010 | 2011 |
| --------------- | ---- | ---- | ---- | ---- |
| Australian Open | –    | 1R   | 1R   | 2R   |
| Roland Garros   | –    | –    | 2R   | –    |
| Wimbledon       | 1R   | –    | 1R   | 1R   |
| US Open         | 1R   | 1R   | 1R   | –    |

### Gemengd dubbelspel
| toernooi        | 2011 |
| --------------- | ---- |
| Australian Open | –    |
| Roland Garros   | 1R   |
| Wimbledon       | –    |
| US Open         | –    |